# Torre del Aire
La torre del Aire es una estructura defensiva que pertenece al palacio de los Fermoselle (también conocido como palacio de las Cuatro Torres),  construido a mediados del siglo XV (ca. 1440) en la plaza de Santa Eulalia de Salamanca, Castilla y León, España. El edificio en su totalidad responde al característico diseño de las casas-torres, que desde los inicios de la Edad Media se construían con el objetivo de garantizar la salvaguarda de sus dueños: «En principio su misma existencia en una ciudad denuncia el problema de la seguridad, en unos momentos donde Salamanca estaba afectada por conflicto de los bandos y linajes, como venía sucediendo en otros centros de la Corona de Castilla».
En esta época, debido a la escasez de documentación, es de especial importancia analizar la estructura de los monumentos. Es sabido que la forma material responde a una función, por lo que detenerse a leer los edificios es imprescindible para conocer tanto el motivo de ser como la evolución de cualquier arquitectura. Por ejemplo, esto sucede con la conocida torre del Aire.

## Historia
Los primeros propietarios de esta casa torreada fueron los Castillo, señores de Santa María del Campo y Fermoselle. Más tarde, esta arquitectura pasó a manos del barón de las Cuatro Torres, a quien se debe su denominación actual. En el siglo XVIII, esta residencia aristocrática fue transformada en una fábrica de anascotes y bayetas, hasta que, en 1818 cumplió la función de ser la sede provisional de los colegiales irlandeses. Seguidamente perteneció a las Hijas de María Inmaculada, una congregación religiosa de la Iglesia católica quienes utilizaron el conjunto como residencia universitaria femenina. Por último, en julio de 2024 se declaró que el edificio estaba a la venta. Es destacable que esta sucesión de funciones ha permitido la conservación del monumento. 
Existe un debate historiográfico acerca del edificio. Algunos críticos, como Alfonso Rodríguez G. de Ceballos y Manuel Gómez Moreno, aseguran que esta construcción tuvo y tiene únicamente una estructura torreada. Consideran que la denominación del edificio como palacio de las Cuatro Torres se debe exclusivamente al apellido de uno de sus propietarios, en concreto al del barón de las Cuatro Torres. Sin embargo, otros historiadores, como Eleuterio Toribio Andrés y Fernando Araujo, afirman que esta arquitectura contó con tres torreones que, por amenaza de ruina, fueron derribados a finales del siglo XVII . 
En referencia a su emplazamiento, es necesario mencionar la intervención que Lorenzo Gonzales Iglesias realizó en 1953. En este momento, con el propósito de crear una Gran Vía en Salamanca se realizaron cambios en el plano urbano de la ciudad. Una de las acciones que favorecieron la visibilidad de la torre del Aire fue la destrucción de las cuatro casas ubicadas entre la calle Palomo y Canteros. El objetivo era ofrecer una panorámica cautivadora a los transeúntes de esta nueva vía.

## Elementos artísticos
El palacio de Fermoselle está organizado en torno a un patio interior, característica habitual de la arquitectura doméstica. La estructura del patio, todavía carente de galerías, nos recuerda su concepción de fortaleza. Esto también es frecuente en los edificios civiles, posiblemente como influencia del mundo islámico.
En referencia a la torre, es de planta cuadrada y aspecto esbelto. Su acusada verticalidad evoca al estilo gótico italiano, en especial a la estética de algunas ciudades como Bolonia y San Gimignano. y está compuesta por sillares bien escuadrados y macizos
En la torre destaca la aparición de varios vanos geminados que, aunque algunos han sido restaurados o repuestos modernamente, cuentan con alfices ornamentados con tracería flamígera. El irregular reparto de estos huecos, a pesar de que algunos no sean fruto de la edificación primitiva, añade pintoresquismo al conjunto. Cabe destacar que estos vanos contaban con columnas de división decoradas con preciosos arabescos, a pesar de que se perdieron y han sido sustituidos. Por otra parte, tanto el tejadillo que cubre el mirador como la fachada que mira a la plaza de Santa Eulalia son añadidos posteriores.
Cabe destacar que la última intervención, enfocada en la protección y consolidación del edificio, fue dirigida por el arquitecto Eduardo Navarro Pallarés.